# 杉佳代子
杉 佳代子（すぎ かよこ、1946年4月6日 - ）は、日本の女優である。旧芸名杉 夕子（すぎ ゆうこ）。東活作品では杉江 良子（すぎえ りょうこ）と名のった。本名・旧姓は不明、椙山拳一郎との婚姻後の本名の姓は杉山（すぎやま）。

## 人物・来歴

### 映画界デビューと「おしどり夫婦」
1946年（昭和21年）4月6日、神奈川県に生まれる。
学歴、前歴等は不明だが、満24歳となった1970年（昭和45年）7月28日に公開された『覗かれた痴女乱行』、同年8月25日に公開された『セクシー・プラン』といった大蔵映画が製作・配給した小川欽也の監督作に杉 夕子の名で出演し、映画界にデビューした。同年9月29日に公開された同じく『浮気の四角関係』で初主演した後、葵映画が製作・配給した『女体調教師』、国映が製作した『明日なき暴行』の2作の渡辺護の監督作に出演、翌1971年（昭和46年）、『セクシー・プラン』や『浮気の四角関係』で共演した12歳上の先輩俳優、椙山拳一郎（1934年 - ）と結婚する。したがって同年7月に公開された『欲情』（監督姿良二）を最後にしばらく休業する。
休業初期の1972年（昭和47年）、『現代猟奇暴行史』（監督若松孝二）に主演したほかは、満29歳となり1975年（昭和50年）10月28日に公開された「小川卓寛」こと小川欽也の監督作『銀行2億円事件 性男と淫女たち』で杉 佳代子として復帰するまで、専業主婦として椙山を支えた。杉が結婚・休業に入った直後の1971年11月、老舗であり大手五社の一社であった日活が成人映画路線に全面的に舵を切り、「日活ロマンポルノ」（1971年 - 1988年）を開始するが、杉は、1976年（昭和51年）9月25日に公開された『セミドキュメント 非行女高生』（監督中村幻児）を皮切りに、代々木忠・真湖道代夫妻が経営したワタナベプロダクション、あるいは渡辺護がおもに監督した電映商事や現代映像企画あるいはフィルムワーカーズ、木俣堯喬が経営したプロダクション鷹といった独立プロダクションの下請け作品に出演する、という形で日活配給作品にも出演した。4年のブランクがあったが、復帰以降は「杉夕子」時代以上に多くの作品に出演し、小林悟が「松本千之」の名で監督し同年8月17日に公開された『引き裂かれた制服』に出演して以降、松竹系の成人映画番線である東活の作品にも杉江 良子の名で多数出演した。
『日本映画俳優全集・女優編』の杉の項を執筆した小田克也は、杉を「おとなの女の艶っぽいムードが出せる女優として個性美を買われ」「しとやかな中産階級の人妻やバーのマダム、女教師といった役柄が多く」と評した。なかでも新人発掘の名手である渡辺護が手がけた美保純のデビュー作『制服処女のいたみ』（1981年9月25日公開）、同じく可愛かずみのデビュー作『セーラー服色情飼育』（1982年11月15日公開）では、いずれも主人公である美保、可愛の母役を演じている。夫の椙山とは業界の「おしどり夫婦」として知られ、共演作も多かった。
1982年（昭和57年）に行われた第3回ズームアップ映画祭で助演女優賞を受賞した。
1985年（昭和60年）を最後に、椙山・杉夫妻ともに出演作が途絶える。夫の杉山は、その26年後の2011年（平成23年）6月19日には、特集上映「60年代まぼろしの官能女優たち PART II」のゲストとして、ラピュタ阿佐ヶ谷の舞台に立ったが、杉は表舞台には姿を現していない。

### 再評価
2009年（平成21年）2月28日 - 同年3月20日にシアターイメージフォーラムで行われた「WE ARE THE PINK SCHOOL!」の特集上映で、出演作『ラビットセックス 女子学生集団暴行事件』（監督小水一男、1980年）が上映された。同年10月に大阪のプラネットプラスワンで行われた「『ぴんくりんく』創刊11周年記念上映会『ポルノ・フィクション』」の特集上映で、出演作『カマキリ女秘書』（監督小川和久、1984年）が上映された。2011年（平成23年）8月19日 - 同25日に京都の本町館で行われた「恒例!真夏の緊縛傑作選」の特集上映で、出演作『濡れ肌 刺青を縛る』（監督渡辺護、1982年）が上映された
2013年（平成25年）11月には新橋ロマン劇場で出演作『セーラー服色情飼育』が『可愛かずみ 制服色情飼育』の題で上映された。2014年（平成26年）1月17日 - 同23日に上野オークラ劇場で「渡辺護監督 追悼上映」として、出演作『激撮! 日本の緊縛』（監督渡辺護、1980年）が上映された。同年10月11日 - 同31日に渋谷のユーロスペースで行われた「渡辺護 追悼 そして『たからぶね』の船出」の特集上映で、出演作『聖処女縛り』（監督渡辺護、1979年）がデジタル上映された。同作は、同年12月19日 - 同25日には京都の本町館でも上映された。

## フィルモグラフィ
特筆以外は全て「杉佳代子」名義、「出演」である。東京国立近代美術館フィルムセンター（NFC）等の所蔵状況についても記す。

### 1970年代
- 『覗かれた痴女乱行』 : 監督小川欽也、主演美矢かほる、製作・配給大蔵映画、1970年7月28日公開（成人映画・映倫番号 不明） - 「杉夕子」名義で出演
- 『セクシー・プラン』 : 監督小川欽也、脚本水谷一二三、主演武藤周作・辰巳典子、製作・配給大蔵映画、1970年8月25日公開（成人映画・映倫番号 16466） - 「杉夕子」名義で出演・「北村美和」役
- 『浮気の四角関係』 : 監督小川欽也、脚本津川京一、共演武藤周作・林美樹、製作・配給大蔵映画、1970年9月29日公開（成人映画・映倫番号 16503） - 「杉夕子」名義で主演・「坪内友江」役
- 『女体調教師』 : 監督渡辺護、脚本中原圭介、主演宇津美由香、製作・配給葵映画、1970年9月公開（成人映画・映倫番号 16520） - 「杉夕子」名義で出演
- 『明日なき暴行』 : 監督渡辺護、脚本石森史郎、主演野上正義・林美樹、製作国映、1970年10月公開（成人映画・映倫番号 16495） - 「杉夕子」名義で出演、VHSビデオグラム発売
- 『性獣』 : 監督小川欽也、主演祝真理・辰巳典子、製作・配給大蔵映画、1970年9月21日審査・10月27日公開（成人映画・映倫番号 16514） - 「杉夕子」名義で出演
- 『絶倫男千一夜』[1]（『絶倫千一夜』） : 監督小川欽也、主演白川和子、製作・配給大蔵映画、1970年12月19日審査・1971年1月3日公開（成人映画・映倫番号 16602） - 「杉夕子」名義で出演
- 『欲情』 : 監督姿良二、主演二条朱美、製作・配給大蔵映画、1971年7月公開（成人映画・映倫番号 不明） - 「杉夕子」名義で出演

- 『現代猟奇暴行史』 : 監督若松孝二、脚本出口出、共演高鳥亜美、製作・配給新東宝興業、1972年公開（成人映画・映倫番号 不明） - 主演

- 『銀行2億円事件 性男と淫女たち』 : 監督小川卓寛、主演泉ユリ・南ユキ、製作・配給大蔵映画、1975年10月28日公開（成人映画・映倫番号 18537） - 「杉加代子」名義で出演

- 『快楽の頂点』 : 監督名和三平、主演泉ユリ、製作・配給大蔵映画、1976年2月3日公開（成人映画）
- 『女高生性人形』 : 監督渡辺護、主演ティミー杉本、製作・配給大蔵映画、1976年3月6日公開（成人映画）
- 『乱れ妻満開』 : 監督名和三平、主演深見じゅん、製作・配給大蔵映画、1976年3月16日公開（成人映画）
- 『女子学生性勉強』 : 監督影山明文・名和三平、主演幹ありさ、製作ワールド映画、配給大蔵映画、1976年3月審査・4月16日公開（成人映画） - 出演、60分の上映用プリントをNFCが所蔵[3]
- 『新車セックス販売』 : 監督名和三平、共演大原恵子、製作・配給大蔵映画、1976年6月10日公開（成人映画） - 主演
- 『みだれ枕』 : 監督・脚本木俣堯喬、原作樋口一葉、主演珠瑠美、製作プロダクション鷹、配給ミリオンフィルム、1976年7月6日公開（成人映画・映倫番号 18696） - 出演、67分の原版が現存・2004年エースデュースがDVDビデオグラム化
- 『夜のガードマン セックス探訪』 : 監督藤原一郎、主演茜ゆう子、製作・配給大蔵映画、1976年7月10日公開（成人映画）
- 『野獣の性歌』 : 監督名和三平、主演橘雪子、製作・配給大蔵映画、1976年7月10日公開（成人映画）
- 『濡れた花弁の三姉妹』（『濡れた花弁姉妹』） : 監督関孝二、共演岡崎ユミ・安田清美、製作・配給大蔵映画、1976年8月10日公開（成人映画） - 主演
- 『引き裂かれた制服』 : 監督松本千之、主演矢沢椋、製作和光映画、配給松竹（東活）、1976年8月17日公開（成人映画） - 「杉江良子」名義で出演
- 『現代猟奇性犯罪』 : 監督・脚本・撮影西原儀一、共演中山光生・しば早苗、製作・配給新東宝興業、1976年8月公開（成人映画） - 主演
- 『麻雀ポルノ パイパン性合戦』（『麻雀ポルノ パイパン合戦』） : 監督小川卓寛、主演茜ゆう子、製作・配給大蔵映画、1976年9月21日公開（成人映画）
- 『セミドキュメント 非行女高生』 : 監督・脚本中村幻児、主演小川恵、製作ワタナベプロダクション、配給日活、1976年9月25日公開（成人映画）
- 『成熟妻と未熟亭主』 : 監督名和三平、主演茜ゆう子、製作・配給大蔵映画、1976年10月1日公開（成人映画）
- 『性感不毛地帯』 : 監督小川卓寛、主演津川玲子、製作・配給大蔵映画、1976年11月1日公開（成人映画）
- 『好色産婦人科医の告白』 : 監督・脚本関孝二、主演椙山拳一郎・高山ナミ、製作関東ムービー配給社、配給大蔵映画、1976年12月4日公開（成人映画） - 出演・「綾子」役
- 『㊙邪淫修道尼』 : 監督名和三平、主演原悦子、製作・配給大蔵映画、1976年12月4日公開（成人映画）
- 『姦通(卍)くずし』 : 監督蔵田優、主演原悦子・市村譲、製作・配給ミリオンフィルム、1976年12月7日公開（成人映画）
- 『獣欲変態妻』（『獣慾変態妻』） : 監督小川和久、主演椙山拳一郎・津川玲子、製作・配給大蔵映画、1976年12月14日公開（成人映画）
- 『混浴温泉穴場名所』 : 監督関孝二、主演茜ゆう子、製作・配給大蔵映画、1976年12月26日公開（成人映画）

- 『初夜の指』 : 監督左次郎、主演石井ナナ、製作東活プロダクション、配給松竹、1977年1月公開（成人映画） - 「杉江良子」名義で出演
- 『売春グループ 花の予備軍』（改題『原悦子 濡れてるの』） : 監督上田光生、主演原悦子、製作・配給新東宝興業、1977年2月公開（成人映画） - 出演、56分の上映用プリントをNFCが所蔵[3]
- 『密林の淫獣』 : 監督小川和久、共演椙山拳一郎・原悦子、製作・配給大蔵映画、1977年3月4日公開（成人映画） - 主演
- 『変態性慾魔』 : 監督小川和久、主演津川玲子、製作・配給大蔵映画、1977年5月6日公開（成人映画）
- 『痴漢透明人間』 : 監督関孝二、主演市村譲・しば早苗、製作・配給新東宝興業、1977年5月公開（成人映画）
- 『暴行燗熟未亡人』 : 監督・脚本西原儀一、主演原悦子、製作・配給新東宝興業、1977年5月公開（成人映画）
- 『強欲暴姦魔』 : 監督早坂紘、主演原悦子、製作青年群像、配給ミリオンフィルム、1977年5月公開（成人映画）
- 『彼奴はスゴク大きいぞ』（『彼奴はスゴく大きいぞ』） : 監督小川和久、主演原悦子、製作・配給大蔵映画、1977年5月26日公開（成人映画）
- 『熟れた夫人の乱れ咲き』（『熟れた婦人の乱れ咲き』） : 監督小川和久、主演橘雪子、製作・配給大蔵映画、1977年6月28日公開（成人映画）
- 『悪戯日記 濡れはじめ』 : 監督宗豊、主演北乃魔子、製作ユニバースプロモーション、配給東映ビデオ、1977年6月18日公開（成人映画）
- 『新妻を襲う』 : 監督・脚本・撮影西原儀一、主演原悦子、製作・配給新東宝興業、1977年7月公開（成人映画）
- 『強かん願望』 : 監督松本千之、主演章文栄、製作東活プロダクション、配給松竹、1977年7月公開（成人映画） - 「杉江良子」名義で出演
- 『覗きせい感』 : 監督左次郎、共演水瀬りょう子、製作東活プロダクション、配給松竹、1977年7月公開（成人映画） - 「杉江良子」名義で主演
- 『獣色母娘』 : 監督北見一郎、主演小杉じゅん、製作・配給大蔵映画、1977年8月9日公開（成人映画）
- 『痴漢覗きの極秘』 : 監督小川和久、主演原悦子、製作・配給大蔵映画、1977年8月30日公開（成人映画）
- 『快楽痴漢バス』 : 監督早坂紘、主演北川玲子、製作青年群像、配給ミリオンフィルム、1977年8月公開（成人映画）
- 『婚約色魔』 : 監督松本千之、主演小沼みどり、製作東活、配給松竹、1977年8月公開（成人映画） - 「杉江良子」名義で出演
- 『官能女体責め』 : 監督嵯峨野淳、主演東祐里子・神原明彦、製作プロダクション77、配給ミリオンフィルム、1977年9月公開（成人映画）
- 『OLの休日 ひだのみだれ』 : 製作向江寛城、監督・脚本東元薫、主演泉ユリ、製作ユニバースプロモーション、配給東映ビデオ、1977年9月3日公開（成人映画） - 出演・「浩子」役
- 『恥かしめる』 : 監督・脚本西原儀一、主演泉ユリ、製作・配給新東宝興業、1977年9月公開（成人映画）
- 『痴漢しずく』 : 監督小林悟、主演野田さとみ、製作東活、配給松竹、1977年9月公開（成人映画） - 「杉江良子」名義で出演
- 『セックス 急転』 : 監督小川和久、主演原悦子、製作・配給大蔵映画、1977年10月10日公開（成人映画）
- 『強姦』 : 監督左次郎、主演ティミー杉本、製作東活プロダクション、配給松竹、1977年10月公開（成人映画） - 「杉江良子」名義で出演
- 『ダンプ野郎と好色スケバン』（『ダンプ野郎 好色スケバン』） : 監督沢賢介、主演深野達夫・青山涼子、製作・配給大蔵映画、1977年10月31日公開（成人映画）
- 『淫蕩少女の告白』 : 監督小川和久、主演原悦子、製作・配給大蔵映画、1977年10月20日公開（成人映画） - 出演、57分の上映用プリントをNFCが所蔵[3]
- 『変態結婚』（改題『変態』） : 監督小川和久、主演原悦子、製作小川企画プロダクション、配給大蔵映画、1977年11月22日公開（成人映画） - 出演、59分の上映用プリントをNFCが所蔵[3]
- 『痴女昇天』 : 監督・脚本中村幻児、共演中野リエ、製作ワタナベプロダクション、配給日活、1977年11月26日公開（成人映画） - 主演
- 『暴行ポルノ 虐る』 : 監督蔵田優、共演沢木ミミ・長友達也、製作ワールド映画、配給ミリオンフィルム、1977年11月公開（成人映画） - 主演
- 『好色夜泣き未亡人 ぬれる』 : 監督・脚本・撮影西原儀一、共演ティミー杉本・しば早苗、製作・配給新東宝興業、1977年11月公開（成人映画） - 主演
- 『ラブホテル 舐める』 : 監督唐沢二郎、共演沢木ミミ、製作青年群像、配給ミリオンフィルム、1977年11月公開（成人映画） - 主演
- 『痴漢手さぐり』 : 監督左次郎、主演上田ミカ、製作東活プロダクション、配給松竹、1977年11月公開（成人映画） - 「杉江良子」名義で出演
- 『変態結婚』 : 監督小川和久、主演原悦子、製作小川企画プロダクション、配給大蔵映画、1977年11月22日公開（成人映画）
- 『相抱く性魂』 : 監督岡本愛、共演野上正義・桜マミ、製作・配給大蔵映画、1977年12月14日公開（成人映画） - 主演
- 『東洋エマニエル夫人』（『東洋エマニエル』） : 監督沢賢介、主演茜ゆう子、製作・配給大蔵映画、1977年12月25日公開（成人映画）
- 『指さぐり』 : 監督小林悟、主演ティミー杉本、製作東活プロダクション、配給松竹、1977年12月公開（成人映画） - 「杉江良子」名義で出演

- 『駅前不動産 美女も斡旋します』 : 監督山本晋也、主演野上正義・小杉じゅん、製作ワタナベプロダクション、配給にっかつ、1978年1月7日公開（成人映画）
- 『暴虐女拷問』 : 監督若松孝二、主演今泉洋・中野リエ、製作・配給新東宝興業、1978年1月公開（成人映画）
- 『混浴濡れ濡れ穴場』（『混欲濡れ濡れ穴場』） : 監督関孝二、主演しば早苗・霜川マリ、製作・配給大蔵映画、1978年2月1日公開（成人映画）
- 『肉慾の色遍歴』 : 監督小川和久、主演原悦子、製作・配給大蔵映画、1978年2月1日公開（成人映画）
- 『縄と女』 : 監督渡辺護、脚本高橋伴明、共演川口朱里・阿部浩、製作ユニバースプロモーション、配給東映ニューポルノ、1978年3月公開（成人映画） - 主演
- 『女犯色状狂』（『女犯色情魔』） : 監督小川和久、主演原悦子、製作・配給大蔵映画、1978年4月4日公開（成人映画）
- 『変質女子部屋』 : 監督東元薫、主演北乃魔子、製作・配給新東宝興業、1978年4月公開（成人映画）
- 『武蔵野夫人の唄 淫舞』 : 監督渡辺護、主演北乃魔子、製作ユニバースプロモーション、配給東映ニューポルノ、1978年5月20日公開（成人映画）
- 『少女を縛る!』（改題『少女柔肌縛り』） : 監督渡辺護、脚本高橋伴明、主演宮崎あすか、製作・配給新東宝興業、1978年5月公開（成人映画） - 出演・「鶴代」役、59分の上映用プリントをNFCが所蔵[3]
- 『性の乱気流』 : 監督北見一郎、主演三条まゆみ、製作・配給大蔵映画、1978年5月28日公開（成人映画）
- 『淫蕩好色夫人』 : 監督小川和久、主演三条まゆみ、製作・配給大蔵映画、1978年6月9日公開（成人映画）
- 『残酷性春 ムレムレ四畳半』 : 監督蔵田優、共演沢木ミミ、製作ワールド映画、配給ミリオンフィルム、1978年6月公開（成人映画）
- 『絶倫玉さがし』 : 監督栗原幸治、主演椙山拳一郎・国分二郎、製作・配給新東宝興業、1978年6月公開（成人映画）
- 『港町性感地帯』 : 監督関孝二、主演しば早苗・三条まゆみ、製作・配給大蔵映画、1978年7月3日公開（成人映画）
- 『おしゃぶり』 : 監督小林悟、主演久我美穂子、製作東活プロダクション、配給松竹、1978年7月18日公開（成人映画） - 「杉江良子」名義で出演
- 『デパート・ガール 恍惚三姉妹』 : 監督渡辺護、助監督滝田洋二郎、主演川口朱里、製作ユニバースプロモーション、配給東映ニューポルノ、1978年7月22日公開（成人映画） - 出演・「千秋」役
- 『昼下りの人妻 喘ぐ』 : 監督東元薫、主演北乃魔子、製作・配給新東宝興業、1978年7月公開（成人映画）
- 『十三人連続暴行魔』（改題『現代猟奇暴行史』） : 監督若松孝二、主演馬津天三・日野繭子、製作・配給新東宝興業、1978年7月公開（成人映画） - 出演、60分の上映用プリントをNFCが所蔵[3]・2004年ブロウアウトジャパンがDVDビデオグラム化
- 『見られたいの』 : 監督松本千之、主演小沼みどり、製作東活プロダクション、配給松竹、1978年8月22日公開（成人映画） - 「杉江良子」名義で出演
- 『緊縛変態花嫁』（改題『人妻変態』） : 監督渡辺護、脚本高橋伴明、主演岡尚美、製作・配給新東宝興業、1978年8月公開（成人映画） - 出演、61分の上映用プリントをNFCが所蔵[3]
- 『長友のセックスボーイ性遍歴』 : 監督北見一郎、主演長友達也・三条まゆみ、製作・配給大蔵映画、1978年9月5日公開（成人映画）
- 『そこがいいの』 : 監督松本千之、共演影山ありか・栗田芳子、製作東活プロダクション、配給松竹、1978年9月19日公開（成人映画） - 「杉江良子」名義で主演
- 『ムンムン寝教育』 : 監督渡辺護、共演野上正義・中野リエ、製作ユニバースプロモーション、配給ミリオンフィルム、1978年9月公開（成人映画） - 主演
- 『修道女 秘め事』 : 製作向江寛城、監督向井寛、脚本宗豊、主演日野繭子、製作ユニバースプロモーション、配給東映ニューポルノ、1978年10月21日公開（成人映画）
- 『さすらいの性』（さすらいのセックス） : 監督飯泉大、主演日野繭子、製作・配給大蔵映画、1978年11月8日公開（成人映画）
- 『犯され妻』 : 監督松本千之、主演小沼みどり、製作東活、配給松竹、1978年11月14日公開（成人映画） - 「杉江良子」名義で出演
- 『痴漢横丁女子寮前』 : 監督代々木忠、共演渚りな・しば早苗、製作ワタナベプロダクション、配給にっかつ、1978年12月2日公開（成人映画） - 主演
- 『痴漢ドライバー』 : 監督関孝二、主演三条まゆみ、製作関プロダクション、配給大蔵映画、1978年12月3日公開（成人映画） - 出演・「尼僧」役、59分の上映用プリントをNFCが所蔵[3]
- 『セックス訪問販売』 : 監督沢賢介、主演しば早苗、製作・配給大蔵映画、1978年12月3日公開（成人映画）
- 『犯し泣き』 : 監督左次郎、主演章文栄、製作東活プロダクション、配給松竹、1978年12月19日公開（成人映画） - 「杉江良子」名義で出演
- 『女体調教 しごき』 : 監督渡辺護、共演椙山拳一郎・中野リエ、製作ユニバースプロモーション、配給ミリオンフィルム、1978年12月公開（成人映画） - 主演

- 『未知の性』 : 監督飯泉大、主演三条まゆみ、製作・配給大蔵映画、1979年1月23日公開（成人映画）
- 『聖処女縛り』（改題『縄責め処女を縛り』『縄責め処女を縛る』） : 監督渡辺護、脚本高橋伴明、主演日野繭子、製作・配給新東宝興業、1979年1月公開（成人映画） - 出演・「小西の妻」、『縄責め処女を縛る』題で60分の上映用プリントをNFCが所蔵[3]
- 『犯し交換』 : 監督小林悟、主演岡田綾子、製作東活プロダクション、配給松竹、1979年1月公開（成人映画） - 「杉江良子」名義で出演
- 『淫絶暴行魔・まわし』 : 監督小川和久、主演三条まゆみ、製作・配給大蔵映画、1979年2月3日公開（成人映画）
- 『女子大生バイト芸者』 : 監督関孝二、主演岡崎由美、製作・配給大蔵映画、1979年2月25日公開（成人映画）
- 『団地夫人 上から下まで』（『団地夫人 下から上まで』） : 監督沢賢介、共演浦野あすか・椙山拳一郎、製作・配給大蔵映画、1979年2月25日公開（成人映画） - 主演
- 『残酷ドキュメント タコ部屋売春』 : 監督大野裕司、主演谷本一・ティミー杉本、製作獅子プロダクション、配給東映セントラルフィルム、1979年2月10日公開（成人映画）
- 『セックスドキュメント ぶち込みたい!』（『セミドキュメント ぶち込みたい』） : 監督渡辺護、脚本ガイラチャン、主演日野繭子、製作電映商事、配給にっかつ、1979年3月3日公開（成人映画）
- 『女教師 露出』 : 監督宗豊、脚本高橋伴明、共演椙山拳一郎、製作獅子プロダクション、配給東映セントラルフィルム、1979年3月3日公開（成人映画） - 主演
- 『女高生快感』 : 監督中村幻児、主演深沢ゆみ、製作・配給新東宝興業、1979年3月公開（成人映画）
- 『痴漢いたずら』 : 監督松本千之、主演岡田綾子、製作東活プロダクション、配給松竹、1979年3月公開（成人映画） - 「杉江良子」名義で出演
- 『新妻レポート 歓喜』 : 監督渡辺護、主演日野繭子、製作獅子プロダクション、配給ミリオンフィルム、1979年4月10日公開（成人映画）
- 『裸暴行』 : 監督左次郎、共演黒沢薫・桜井絹子、製作東活プロダクション、配給松竹、1979年4月公開（成人映画） - 「杉江良子」名義で主演
- 『女の事件簿 スケこまし』（『女の事件簿 すけこまし』） : 監督小川和久、主演三条まゆみ、製作・配給大蔵映画、1979年4月21日公開（成人映画）
- 『好色姉妹やわ肌』 : 監督沢賢介、共演しば早苗・青野梨麻、製作・配給大蔵映画、1979年6月11日公開（4月公開とも、成人映画） - 主演
- 『女子大生 性のヒッチハイク』（『女子大生　性のヒッチハック』） : 監督小川和久、主演三条まゆみ、製作・配給大蔵映画、1979年5月1日公開（成人映画）
- 『女子大生 三日三晩汗だらけ』 : 製作千鳥文子・久保新二、監督山本晋也、主演桂たまき、製作プロダクション千鳥と宝石、配給にっかつ、1979年5月19日公開（成人映画）
- 『女子学生 真夜中の授業』 : 監督梅沢薫、主演青木奈美、製作国映、配給新東宝興業、1979年5月公開（成人映画）
- 『暴行性色』 : 監督左次郎、共演早川洋子・吉村久美子、製作東活プロダクション、配給松竹、1979年5月公開（成人映画） - 「杉江良子」名義で主演
- 『女高生 熟れはじめ』 : 監督小川和久、共演野上正義・三条まゆみ、製作・配給大蔵映画、1979年6月1日公開（成人映画） - 主演
- 『私は襲われたい!』 : 監督小川欽也、脚本渡辺護、主演三条まゆみ、製作電映商事、配給にっかつ、1979年6月2日公開（成人映画）
- 『好色姉妹やわ肌』 : 監督沢賢介、共演しば早苗・市村譲、製作・配給大蔵映画、1979年6月11日公開（成人映画） - 主演
- 『女の絶叫 やめて』 : 監督江夏純、主演くどう麻屋、製作・配給大蔵映画、1979年6月11日公開（成人映画）
- 『異常性欲犯 まわす』 : 監督和泉聖治、脚本木俣堯喬、主演柚木彩花、製作プロダクション鷹、配給にっかつ、1979年6月23日公開（成人映画）
- 『指痴漢』 : 監督松本千之、主演大村のぞみ、製作東活プロダクション、配給松竹、1979年6月公開（成人映画） - 「杉江良子」名義で出演
- 『淫風地獄責め』 : 監督北見一郎、主演青野梨麻、製作・配給大蔵映画、1979年7月11日公開（成人映画）
- 『ぶちこめ!』 : 監督江夏純、主演柚木彩花、製作・配給大蔵映画、1979年7月21日公開（成人映画）
- 『ピチピチエロトピア 相姦』 : 監督大野裕司、主演河合ひとみ、製作獅子プロダクション、配給ミリオンフィルム、1979年7月31日公開（成人映画）
- 『少女を襲う!』 : 監督・脚本高橋伴明、主演下元史朗、製作高橋プロダクション、配給新東宝映画、1979年7月公開（成人映画）
- 『極楽後家あそび』 : 監督・脚本宗豊、主演谷口曜子、製作獅子プロダクション、配給東映セントラルフィルム、1979年7月公開（成人映画）
- 『人妻を縛る!』（改題『人妻汚れた縛り』） : 監督渡辺護、脚本小水一男、主演桂たまき、製作・配給新東宝興業、1979年7月公開（成人映画） - 出演、61分の上映用プリントをNFCが所蔵[3]
- 『処女を剥ぐ』 : 監督和泉聖治、主演柚木彩花、製作青年群像、配給ミリオンフィルム、1979年8月14日公開（成人映画）
- 『現代性犯罪 全員殺害』 : 監督若松孝二、主演島明海・浜崎マヤ、製作・配給新東宝興業、1979年8月公開（成人映画）
- 『縛り変態』 : 監督松本千之、主演松本弓子、製作東活プロダクション、配給松竹、1979年8月公開（成人映画） - 「杉江良子」名義で出演
- 『性犯魔』 : 監督小川和久、共演野上正義・三条まゆみ、製作・配給大蔵映画、1979年9月11日公開（成人映画） - 主演

- 『淫蕩な女 男をそそる』 : 監督・脚本木俣堯喬、主演珠瑠美、製作プロダクション鷹、配給にっかつ、1979年9月22日公開（成人映画）
- 『陶酔』（エクスタシー） : 監督沢賢介、主演青野梨麻、製作・配給大蔵映画、1979年10月1日公開（成人映画）
- 『セックスドキュメント つれ込む!』 : 監督渡辺護、主演青野梨麻、製作獅子プロダクション、配給ミリオンフィルム、1979年10月9日公開（成人映画）
- 『覗かせ変態』 : 監督松本千之、主演泉夕子、製作東活プロダクション、配給松竹、1979年10月公開（成人映画） - 「杉江良子」名義で出演
- 『痴漢(秘)犯し魔』 : 監督沢賢介、主演中野リエ・青野梨麻、製作・配給大蔵映画、1979年11月10日公開（成人映画）
- 『人妻監禁』 : 監督和泉聖治、主演柚木彩花、製作プロダクション鷹、配給ミリオンフィルム、1979年11月公開（成人映画）
- 『痴漢地獄』 : 製作大井武士、監督大野裕司、脚本宗豊、主演泉ユリ、製作獅子プロダクション、配給東映セントラルフィルム、1979年12月15日公開（成人映画）
- 『異常な少女』 : 監督松本千之、主演早川洋子、製作東活プロダクション、配給松竹、1979年12月公開（成人映画） - 「杉江良子」名義で出演
- 『女高生初めての経験』 : 監督飯泉大、主演豪田路世留、製作・配給大蔵映画、1979年12月31日公開（成人映画）

### 1980年代
- 『女の診察 舌と唇』 : 監督渡辺護、主演野上正義・日野繭子、製作・配給ミリオンフィルム、1980年1月1日公開（成人映画）
- 『ポルノショッカー 女変質者』 : 監督沢賢介、主演久須美護・霜川マリ、製作・配給大蔵映画、1980年1月21日公開（成人映画）
- 『淫蕩牝猫』 : 監督高橋伴明、主演青木奈美、製作・配給ミリオンフィルム、1980年1月29日公開（成人映画）
- 『激撮! 日本の緊縛』 : 監督渡辺護、脚本小水一男、主演日野繭子、製作ワタナベプロダクション、配給新東宝興業、1980年2月公開（成人映画）
- 『犯された記録』 : 監督左次郎、主演章文栄、製作東活プロダクション、配給松竹、1980年3月18日公開（成人映画） - 「杉江良子」名義で出演・「亜佐美」役
- 『緊縛色地獄』 : 監督北見一郎、主演中原みゆき、製作・配給大蔵映画、1980年3月21日公開（成人映画） - 出演・「文子」役
- 『女高生秘密日記』 : 監督釜田千秋、主演柚木彩花、製作・配給大蔵映画、1980年3月21日公開（成人映画）
- 『性春すすり泣き』 : 監督飯泉大、主演豪田路世留、製作・配給大蔵映画、1980年4月11日公開（成人映画）
- 『主婦の体験レポート わいせつな肌』 : 監督渡辺護、主演青野梨麻、製作現代映像企画、配給にっかつ、1980年4月12日公開（成人映画）
- 『変装夜這い』 : 監督左次郎、共演大竹メグミ、製作東活プロダクション、配給松竹、1980年4月15日公開（成人映画） - 「杉江良子」名義で主演
- 『鞭で濡らす』 : 監督梅沢薫、主演加倉井和也・風間舞子、製作国映、配給新東宝興業、1980年4月公開（成人映画）
- 『変態夜行列車』 : 監督中村幻児、主演豪田路世留、製作・配給新東宝興業、1980年4月公開（成人映画）
- 『激犯』 : 監督松本千之、主演高木マヤ、製作東活プロダクション、配給松竹、1980年5月13日公開（成人映画） - 「杉江良子」名義で出演
- 『暴行遊戯』 : 監督釜田千秋、主演緑川じゅん、製作プロダクション鷹、配給大蔵映画、1980年5月10日公開（成人映画）
- 『悶絶ホテル 痴戯』 : 監督渡辺護、主演国分二郎・港まゆみ、製作渡辺護組、配給ミリオンフィルム、1980年6月3日公開（成人映画）
- 『人妻犯す』 : 監督飯泉大、主演沢木ミミ、製作小川企画プロダクション、配給大蔵映画、1980年6月11日公開（成人映画）
- 『見ると開く』 : 監督小林悟、主演高木マヤ、製作東活プロダクション、配給松竹、1980年6月17日公開（成人映画） - 「杉江良子」名義で出演
- 『ある女教師 偽処女』 : 監督・脚本・撮影西原儀一、共演浦野あすか、製作・配給葵映画、1980年6月公開（成人映画） - 主演
- 『痴漢猥褻罪』 : 監督小川和久、主演小暮勇・三条まゆみ、製作小川企画プロダクション、配給大蔵映画、1980年7月公開（成人映画）
- 『学生妻 私刑』 : 監督梅沢薫、主演朝霧友香、製作国映、配給新東宝興業、1980年8月公開（成人映画）
- 『変態SEX 私とろける』 : 監督・脚本渡辺護、主演夏麗子、製作現代映像企画、配給にっかつ、1980年9月6日公開（成人映画）
- 『極楽坊主 女責め』 : 監督小林悟、主演章文栄、製作東活プロダクション、配給松竹、1980年9月16日公開（成人映画） - 「杉江良子」名義で主演
- 『(秘)青春地獄』 : 監督渡辺護、主演日野繭子、製作渡辺護プロダクション、配給ミリオンフィルム、1980年9月公開（成人映画）
- 『縄で犯す』（改題『残虐!縄責め』） : 監督渡辺護、脚本小水一男、主演日野繭子、製作渡辺護組、配給新東宝興業、1980年9月公開（成人映画） - 出演・「母よし」役、61分の上映用プリントをNFCが所蔵[3]
- 『(秘)強精剤 ベッドが濡れる』（『(秘)強情剤 ベットが濡れる』） : 製作真湖道代、監督中村幻児、主演朝霧友香、製作ワタナベプロダクション、配給にっかつ、1980年10月22日公開（成人映画）
- 『痴漢貝あさり』 : 監督小川和久、主演野上正義・三条まゆみ、製作小川企画プロダクション、配給大蔵映画、1980年10月公開（成人映画） - 出演・「英子」役[22]
- 『覗き性戯』 : 監督中村精一郎、主演杉千明、製作東活プロダクション、配給松竹、1980年11月18日公開（成人映画） - 「杉江良子」名義で出演
- 『ラビットセックス 女子学生集団暴行事件』 : 監督小水一男、主演朝霧友香・野上正義、製作国映、配給新東宝興業、1980年11月公開（成人映画）
- 『団地妻 絶頂』 : 監督小川和久、共演飯田紅子・岡崎由美、製作小川企画プロダクション、配給大蔵映画、1980年11月公開（成人映画） - 主演
- 『蒸発妻 ころがす』 : 監督渡辺護、主演高原リカ、製作渡辺護組、配給ミリオンフィルム、1980年11月公開（成人映画）
- 『異常な指 やめて!』（『異常な指、やめて』） : 監督高橋伴明、主演朝霧友香、製作現代映像企画、配給にっかつ、1980年12月5日公開（成人映画）
- 『禁じられたセックス』 : 監督江夏純、共演滝川翔、製作プロダクション鷹、配給大蔵映画、1980年12月公開（成人映画） - 主演・「和枝」役[22]
- 『ヒッチハイク 異常性体験』 : 監督小川和久、主演三条まゆみ、製作小川企画プロダクション、配給大蔵映画、1980年12月公開（成人映画）

- 『十七才危険な覗き』 : 監督釜田千秋、主演朝霧友香、製作・配給大蔵映画、1981年1月公開（成人映画）
- 『美しき獣 乱行』 : 監督小川和久、主演三条まゆみ、製作・配給大蔵映画、1981年1月公開（成人映画）
- 『おまんた囃子 ハレンチ音頭』 : 監督渡辺護、主演夏陽子、製作現代映像企画、配給にっかつ、1981年2月6日公開（成人映画）
- 『人妻交換 絶頂』 : 監督和泉聖治、主演神山市子、製作・配給ミリオンフィルム、1981年2月公開（成人映画）
- 『制服を縛る!』 : 監督渡辺護、主演丘なおみ、製作・配給新東宝興業、1981年2月公開（成人映画）
- 『密室連続暴行』 : 監督若松孝二、主演島明海・あおい恵、製作・配給新東宝興業、1981年2月公開（成人映画）
- 『女教師 狂った欲情』 : 監督小川和久、主演三条まゆみ、製作・配給大蔵映画、1981年2月公開（成人映画）
- 『女高生異常』 : 監督小林悟、共演南條碧、製作東活、配給松竹、1981年2月公開（成人映画） - 「杉江良子」名義で主演
- 『セミドキュメント 特訓・名器づくり』 : 監督中村幻児、主演蘭童セル、製作ワタナベプロダクション・幻児プロダクション、配給にっかつ、1981年2月20日公開（成人映画）
- 『ある看護婦 いやらしい手術』 : 監督・脚本・撮影西原儀一、主演中川夕子、製作・配給新東宝興業、1981年3月公開（成人映画）
- 『若妻売春の秘密』 : 監督北見一郎、主演三条まゆみ、製作・配給大蔵映画、1981年3月公開（成人映画）
- 『感じる拷問』 : 監督小林悟、主演丘由美子、製作東活、配給松竹、1981年3月公開（成人映画） - 「杉江良子」名義で主演
- 『脅迫暴行犯し』 : 監督飯泉大、主演亜希いずみ・大杉漣、製作・配給新東宝興業、1981年4月公開（成人映画）
- 『激撮!!女獣のけぞり』 : 監督西川卓、主演栄雅美、製作・配給大蔵映画、1981年4月公開（成人映画） - 主演
- 『直撃! 凌辱史』 : 監督宗豊、脚本福永二郎、主演萩尾なおみ、製作獅子プロダクション、配給東映セントラルフィルム、1981年5月23日公開（成人映画）
- 『若妻 私を犯して!』 : 監督小川和久、主演三条まゆみ、製作・配給大蔵映画、1981年5月公開（成人映画）
- 『変態姉妹母』 : 監督吉野優、主演篠順子・南条碧、製作東活、配給松竹、1981年5月公開（成人映画） - 「杉江良子」名義で出演
- 『柔肌私刑』 : 監督宗豊、脚本福永二郎、主演森珠江、製作獅子プロダクション、配給東映セントラルフィルム、1981年6月20日公開（成人映画）
- 『しゃがんで覗せろ』 : 監督依田知也、共演杉千明、製作東活、配給松竹、1981年6月公開（成人映画） - 「杉江良子」名義で主演
- 『変態色情縄夫人』 : 監督渡辺護、主演丘なおみ、製作・配給新東宝興業、1981年7月公開（成人映画）
- 『四畳半レポート いじる』 : 監督和泉聖治、主演風間舞子、製作プロダクション鷹、配給にっかつ、1981年7月10日公開（成人映画）
- 『女医の告白 異常変態病棟』 : 企画・製作沢本大介、監督大野裕司、脚本阿部桂一、主演木村リサ、製作獅子プロダクション、配給東映セントラルフィルム、1981年7月25日公開（成人映画）
- 『縛り開き』 : 監督依田知也、共演丘由美子、製作東活、配給松竹、1981年8月公開（成人映画） - 「杉江良子」名義で主演
- 『制服処女のいたみ』 : 監督渡辺護、脚本小水一男、主演美保純、製作現代映像企画、配給にっかつ、1981年9月25日公開（成人映画） - 出演・「マリの母」役、62分の上映用プリントをNFCが所蔵[3]
- 『暴行エクスタシー』 : 監督木俣堯喬、主演青木三枝子、製作・配給ミリオンフィルム、1981年9月公開（成人映画）
- 『強烈セックス 欲情看護婦』 : 監督小水一男、主演五月マリア、製作・配給新東宝興業、1981年9月公開（成人映画）
- 『緊縛集団暴行』 : 監督渡辺護、主演丘なおみ、製作・配給新東宝興業、1981年9月公開（成人映画）
- 『女高生ツッパリ番長』 : 監督北見一郎、主演青木三枝子、製作・配給大蔵映画、1981年9月公開（成人映画）
- 『縛られたい』 : 監督依田知也、主演杉千明、製作東活、配給松竹、1981年9月公開（成人映画） - 「杉江良子」名義で出演
- 『キャッチガール 舌戯悶絶』 : 監督小水一男、主演朝霧友香、製作・配給ミリオンフィルム、1981年10月公開（成人映画）
- 『非行看護婦』 : 監督梅沢薫、共演蘭童セル、製作獅子プロダクション、配給東映セントラルフィルム、1981年10月17日公開（成人映画） - 主演
- 『ある女教師 変態性生活』 : 監督・脚本・撮影西原儀一、共演霜川マリ、製作・配給新東宝興業、1981年10月公開（成人映画） - 主演
- 『人妻異常性欲 引き裂く』 : 監督北沢江北、共演国分二郎・水月円、製作日本シネマ、配給新東宝興業、1981年10月公開（成人映画） - 主演、62分の上映用プリントをNFCが所蔵[3]
- 『女子学生 挑発』 : 監督小川和久、主演三条まゆみ、製作・配給大蔵映画、1981年10月公開（成人映画）
- 『ドキュメントポルノ 人妻売春の手口』 : 監督中村幻児、主演水野晃子、製作ワタナベプロダクション、配給にっかつ、1981年11月13日公開（成人映画）
- 『暴行魔破る』 : 監督大井武士、主演日向歩・佐々木夏子、製作・配給新東宝興業、1981年11月公開（成人映画） - 主演、60分の上映用プリントをNFCが所蔵[3]
- 『痴漢女子大生』 : 監督小川和久、主演武藤樹一郎・三条まゆみ、製作・配給大蔵映画、1981年11月公開（成人映画）
- 『変態未亡人』 : 監督野上正義、主演三条まゆみ、製作ヤングパワープロモーション、配給大蔵映画、1981年11月公開（成人映画） - 出演、59分の上映用プリントをNFCが所蔵[3]
- 『刑事犯の告白 開いた前後』 : 監督小林悟、主演南条碧、製作東活、配給松竹、1981年11月公開（成人映画） - 「杉江良子」名義で出演
- 『襲られた女』（やられたおんな） : 監督高橋伴明、主演下元史朗・忍海よしこ、製作高橋プロダクション、配給ミリオンフィルム、1981年11月公開（成人映画） - 出演、67分の上映用プリントをNFCが所蔵[3]・2014年アースゲートがDVDビデオグラム発売
- 『汚い言葉で私を犯して』 : 監督渡辺護、主演亜希いずみ、製作現代映像企画、配給にっかつ、1981年11月27日公開（成人映画）
- 『ドキュメントポルノ 指いじめ』 : 監督鴨田好史、主演水月円、製作プロダクション鷹、配給にっかつ、1981年12月11日公開（成人映画）
- 『秘肉 濡れ縄責め』 : 監督梅沢薫、主演萩尾なおみ、製作・配給新東宝興業、1981年12月公開（成人映画）
- 『性盗性犯罪』 : 監督小林悟、主演吉岡一郎・浜じゅん、製作東活、配給松竹、1981年12月公開（成人映画） - 「杉江良子」名義で主演

- 『女の穴場 三度目の絶頂』 : 監督渡辺護、主演安西エリ、製作現代映像企画、配給にっかつ、1982年1月22日公開（成人映画）
- 『団地妻暴漢 監禁25時』 : 監督渡辺護、主演萩尾なおみ、製作・配給ミリオンフィルム、1982年1月公開（成人映画）
- 『淫舞なぶり縄』 : 監督梅沢薫、主演大杉漣・藤尚美、製作獅子プロダクション、配給東映セントラルフィルム、1982年1月9日公開（成人映画）
- 『ピンクギャル 華麗なる変態』 : 監督大野裕司、主演藤尚美、製作獅子プロダクション、配給東映セントラルフィルム、1982年2月20日公開（成人映画）
- 『エレベーター暴行 犯される』 : 監督小川和久、主演三条まゆみ、製作・配給大蔵映画、1982年2月公開（成人映画）
- 『下半身美人 パンティーのうずき』 : 監督平川弘喜、主演松原玲子、製作現代映像企画、配給にっかつ、1982年2月5日公開（成人映画）
- 『ポルノドキュメント トルコ特急便』 : 監督中村幻児、主演美保純、製作ワタナベプロダクション、配給にっかつ、1982年2月26日公開（成人映画）
- 『失神女の喘ぎ』 : 監督北見一郎、主演鶴岡八郎・三条まゆみ、製作・配給大蔵映画、1982年3月公開（成人映画） - 主演
- 『マンショントルコ(秘)責め』 : 監督小川和久、主演三条まゆみ、製作・配給大蔵映画、1982年4月公開（成人映画）
- 『夜の看護婦 快感注射』 : 監督大野裕司、脚本宗豊、主演香川留美、製作獅子プロダクション、配給東映セントラルフィルム、1982年4月17日公開（成人映画）
- 『変態縄飼育』 : 監督渡辺護、主演亜希いずみ、製作・配給ミリオンフィルム、1982年5月公開（成人映画）
- 『暴行!』 : 監督小川和久、主演三条まゆみ、製作・配給大蔵映画、1982年5月公開（成人映画）
- 『悶絶!異常体験』 : 監督飯泉大、主演亜希いずみ、製作・配給大蔵映画、1982年5月公開（成人映画）
- 『夜の娼婦 絶頂が続く』 : 監督北沢江北、主演亜希いずみ、製作・配給新東宝興業、1982年7月公開（成人映画）
- 『ハードプレイ 凌辱』 : 監督市村譲、主演麻生うさぎ、製作・配給大蔵映画、1982年7月公開（成人映画）
- 『女高生を襲う』 : 監督小川和久、主演三条まゆみ、製作・配給大蔵映画、1982年7月公開（成人映画）
- 『変態エロチカ 縄と痴漢』 : 監督渡辺護、共演椙山拳一郎・亜希いずみ、製作・配給ミリオンフィルム、1982年8月公開（成人映画） - 主演
- 『痴漢発情電車』（改題『痴漢電車 指で誘う』） : 監督飯泉大、主演山地美貴、製作小川企画プロダクション、配給大蔵映画、1982年8月公開（成人映画） - 出演、63分の上映用プリントをNFCが所蔵[3]
- 『濡れ肌 刺青を縛る』（『濡れた肌刺青を縛る』） : 監督渡辺護、脚本小水ガイラ、主演花真衣、製作わたなべプロダクション、配給新東宝興業、1982年8月公開（成人映画） - 出演、『濡れ肌 刺青を縛る』題で60分の上映用プリントをNFCが所蔵[3]
- 『スケバンリンチ 制服を裂く』 : 監督増田俊光、主演南条碧、製作・配給ミリオンフィルム、1982年9月公開（成人映画）
- 『密猟処女暴行』 : 監督梅沢薫、共演山地美貴・佐田川彩、製作・配給新東宝興業、1982年9月公開（成人映画） - 主演
- 『新妻汚れた暴行』 : 監督北見一郎、主演山地美貴、製作・配給大蔵映画、1982年9月公開（成人映画）
- 『交番日記 痴漢VS変態』 : 監督三浦伸治、主演香川規美、製作現代映像企画、配給にっかつ、1982年9月15日公開（成人映画）
- 『マントルSEX ベットで殺して』 : 監督大野裕司、主演水月円、製作獅子プロダクション、配給東映セントラルフィルム、1982年10月30日公開（成人映画）
- 『激しく抱いて』 : 監督小川和久、主演三条まゆみ、製作・配給大蔵映画、1982年10月公開（成人映画）
- 『セーラー服色情飼育』 : 監督渡辺護、脚本小水ガイラ、主演可愛かずみ、製作フィルムワーカーズ、配給にっかつ、1982年11月15日公開（成人映画） - 出演・「岡田多恵」（美貴子の母）役、62分の原版が現存・2010年ハピネットがDVDビデオグラム化
- 『女子大生 セックス卒業試験』 : 監督・脚本・撮影西原儀一、主演川奈亜子、製作・配給新東宝興業、1982年11月公開（成人映画）
- 『痴漢痴漢痴漢』 : 監督伊豆洋、共演長谷圭子、製作・配給新東宝興業、1982年11月公開（成人映画） - 主演
- 『破られた16才』 : 監督飯泉大、共演椙山拳一郎・亜希いずみ、製作・配給新東宝興業、1982年11月公開（成人映画） - 主演
- 『女体逆噴射』 : 監督大野裕司、主演風かおる、製作獅子プロダクション、配給東映セントラルフィルム、1982年12月25日公開（成人映画）
- 『痴漢白昼夢』 : 監督小川和久、主演三条まゆみ、製作・配給大蔵映画、1981年12月公開（成人映画）
- 『杉佳代子・美野真琴の未亡人・濡れて待ってます』 : 監督北村淳、主演美野真琴、製作新映企画、配給にっかつ、1982年公開（成人映画） - 主演、1983年VHSビデオグラム発売

- 『処刑(血)吊るし』 : 監督梅沢薫、共演風かおる・野上正義、製作獅子プロダクション、配給東映セントラルフィルム、1983年1月29日公開（成人映画） - 主演
- 『緊縛!いたぶる』 : 監督増田俊光、主演日野繭子、製作・配給ミリオンフィルム、1983年2月公開（成人映画）
- 『予告暴行 犯る!刺す!』 : 監督・脚本片岡修二、主演麻生うさぎ、製作獅子プロダクション、配給東映セントラルフィルム、1983年2月26日公開（成人映画）
- 『ぐっと奥まで』 : 監督小川和久、主演三条まゆみ、製作・配給大蔵映画、1983年3月公開（成人映画）
- 『襲われた団地妻』 : 監督北沢江北、主演亜希いずみ、製作日本シネマ、配給新東宝映画、1983年4月公開（成人映画） - 出演、58分の上映用プリントをNFCが所蔵[3]
- 『恥部を剥ぐ』 : 監督飯泉大、主演山地美貴、製作・配給大蔵映画、1983年4月公開（成人映画）
- 『燗熟女子大生 おしゃぶり上手』 : 監督小川和久、主演三条まゆみ、製作・配給大蔵映画、1983年4月公開（成人映画）
- 『緊縛獣色夫人』 : 監督梅沢薫、主演丘なおみ、製作・配給新東宝映画、1983年5月公開（成人映画）
- 『実録 痴漢教師』 : 監督中山潔、助監督滝田洋二郎、主演織本かおる、製作記録映像社、配給にっかつ、1983年6月10日公開（成人映画） - 出演・「隣の女」役
- 『凌辱の放課後 学園レイプ』 : 監督・脚本・撮影西原儀一、主演川奈亜子、製作・配給新東宝映画、1983年6月公開（成人映画）
- 『ショッキングポルノ アレが大好き』 : 監督小川和久、主演三条まゆみ、製作・配給大蔵映画、1983年6月公開（成人映画）
- 『痴漢わいせつゲーム』 : 監督増田俊光、主演宇佐美ケイ、製作・配給ミリオンフィルム、1983年8月公開（成人映画）
- 『若妻淫らな快感』 : 監督小川和久、主演三条まゆみ、製作・配給大蔵映画、1983年8月公開（成人映画）
- 『舌技かまきり』 : 監督・脚本・撮影西原儀一、主演小島マリ、製作・配給新東宝映画、1983年12月公開（成人映画）
- 『変態舌戯ぜめ』 : 監督小川和久、主演三条まゆみ、製作・配給大蔵映画、1983年12月公開（成人映画）

- 『もう我慢できない』 : 監督八木沢修、主演早乙女宏美、製作東活、配給松竹、1984年1月公開（成人映画）
- 『淫欲の果て』 : 監督榛葉大吉、主演筒美愛、製作東活、配給松竹、1984年2月公開（成人映画）
- 『痴漢暴発電車』 : 監督小川和久、主演三条まゆみ、製作・配給大蔵映画、1984年3月公開（成人映画）
- 『真夜中の挿入 もっと続けて』 : 監督飯泉大、主演高見沢ミカ、製作・配給大蔵映画、1984年4月公開（成人映画）
- 『緊縛の履歴書』 : 監督梅沢薫、主演竹村祐佳、製作・配給新東宝映画、1984年5月公開（成人映画）
- 『カマキリ女秘書』 : 監督小川和久、主演三条まゆみ、製作・配給大蔵映画、1984年5月公開（成人映画・映倫番号 111426） - 出演、61分の原版が現存・東映チャンネルが放映
- 『アブノーマルONANIE』 : 監督・撮影西原儀一、脚本福田慎二、主演杉田智子、製作・配給新東宝映画、1984年9月公開（成人映画）
- 『ONANIE 24時間』 : 監督増田俊光、主演沢田かおり、製作・配給新東宝映画、1984年10月公開（成人映画）
- 『騙しのテクニック』 : 監督飯泉大、主演山地美貴、製作・配給大蔵映画、1984年10月公開（成人映画）
- 『黒い下着の女』 : 監督北沢幸雄、主演伊藤清美、製作飯泉プロダクション、配給ミリオンフィルム、1985年2月公開（成人映画） - 出演・「伊藤友子」（記者の女友達）役
- 『ONANIE嬢 みだらな私生活』 : 監督望月六郎、主演望月あゆみ、製作・配給ミリオンフィルム、1985年8月公開（成人映画） - 出演・「岩波文子」役